# Молинари, Густав де
Густав де Молинари (3 марта 1819, Льеж, Валлония — 28 января 1912, Де-Панне, Западная Фландрия) — бельгийский экономист, стоящий в одном ряду с такими известными экономистами классической школы как Фредерик Бастиа и Ипполит Кастиль, член-корреспондент Петербургской академии наук.
Живя в Париже в 1840-х гг., он принимал участие в «Ligue pour la Liberté des Échanges» (Лиге свободной торговли), основанной Фредериком Бастиа. В 1850 году, лёжа на смертном одре, Бастиа назначил Молинари следующим главой своей научной школы. В 1849 году, сразу после революции, Молинари публикует две работы: эссе «Производство безопасности» и книгу «Вечера улицы Сен-Лазар», описывающую, как свободный рынок в отсутствие монополии на услуги защиты и судебного делопроизводства выгодно и эффективно заменяет государство в сфере предоставления данных услуг.
В 1850-х гг. Молинари бежал в Бельгию, спасаясь от преследований французского императора Наполеона III. Вернувшись в Париж в 1860-е, он работает во влиятельной газете «Journal des débats», которую он редактировал в период с 1871 по 1876 г. Молинари продолжал редактировать «Journal des Économistes», печатный орган Французского политэкономического общества, с 1881 по 1909 г. В своей книге 1899 года «Завтрашнее общество» он предложил федеративную систему коллективной безопасности и вновь заявил о своей поддержке частных конкурирующих охранных агентств.
В своей последней работе, опубликованной за год до смерти в 1912 году, Молинари остался верен себе:

Гражданская война в США была не просто гуманным крестовым походом за освобождение рабов. Война «разрушила покорённые провинции», но плутократия Севера, дёргая за ниточки, добилась своей цели: установления жестокого протекционизма, ведущего в итоге к «режиму трестов и фабрик миллиардеров».

Могила Молинари находится на кладбище Пер-Лашез в Париже.

## Влияние
Многие анархо-капиталисты считают Молинари основным предшественником анархо-капитализма В своём предисловии к английскому переводному изданию 1977 года Мюррей Ротбард называет «Производство безопасности» «первой репрезентацией анархо-капитализма в истории человечества», однако признавая, что «Молинари не использовал такую терминологию и скорее всего отказался бы от подобного названия». Экономист австрийской школы Ганс-Герман Хоппе говорил что «статья 1849 года „Производство безопасности“ возможно является наиболее значимым вкладом в современную теорию анархо-капитализма». В прошлом Молинари также оказал сильное влияние на взгляды рыночного анархиста Бенджамина Такера и других либертарианцев его круга.
Исследовательский институт рыночного анархизма, основанный Родериком Трейси Лонгом, носит имя Молинари, которого Лонг считает «первым теоретиком рыночного анархизма».
Молинари упоминается в романе Михаила Евграфовича Салтыкова-Щедрина «История одного города».

## Сочинения
- Красные клубы во время осады Парижа = Le mouvement socialiste et les réunions publiques avant la révolution du 4 septembre 1870. — СПб., 1871. — 408 с.
- Производство и распределение богатств. Курс политической экономии. / Пер. на рус. яз. под ред. Я. А. Ростовцева. — Изд. 2-е. — М.: URSS: Книжный дом "ЛИБРОКОМ", 2012. — 382 с. — ISBN 978-5-397-02619-2